# Carlo Servetto
Carlo Servetto (Vercelli, 5 marzo 1888 – Torino, 24 dicembre 1981) è stato un calciatore italiano, di ruolo attaccante.

## Carriera
In forza alla Pro Vercelli agli albori della creazione della sezione calcistica, dove vi militava anche il fratello maggiore Giuseppe, Carlo Servetto era in campo sia il 3 agosto 1903, nelle prime due partite disputate dai vercellesi, contro i novaresi del "Forza e Costanza" e contro l'Audace Torino, che in quella disputata il successivo 4 aprile 1904 di nuovo contro l'Audace Torino in casa, preceduta dal match in famiglia tra "rossi" ed "azzurri" del 27 febbraio.